# 中府穴
中府是手太陰肺經穴名，出自《素問·離合真邪論》，又名膺中俞、膺俞、膺中外俞。是肺經的募穴，手足太陰二經之交會。

## 释名
中指中焦，府是聚的意思。手太陰肺經之脈起於中焦，此穴為中氣所聚，又為肺之募穴，藏氣結聚之處。肺、脾、胃合氣於此穴，所以名為中府。又因位於膺部，為氣所過的俞穴，所以又稱膺俞。

## 定位
在胸壁外上部，平第一肋間隙，距胸骨正中線旁開六寸，仰臥取穴。或由乳頭直上三肋，外開兩寸，肋骨隙間取。

當胸大肌、胸小肌處，內側深層為第一肋間內、外肌。上外側有腋動脈、腋靜脈、胸肩峰動脈、胸肩峰靜脈。布有鎖骨上神經中間枝、胸前神經分支、第一肋間神經外側皮枝。
- 《針灸甲乙經》：在雲門下一寸，乳上三肋間陷者中，動脈應手，仰而取之。
- 《針灸大成》：雲門下一寸六分，乳上三肋間，動脈應手陷中，去胸中行各六寸。

## 刺灸法
向外斜刺0.5-0.8寸，可灸。不可向內側深刺，以免傷及肺臟。
- 《素問·刺禁論》：刺膺中陷中肺，為喘逆仰息。
- 《針灸大成》：針三分，留五呼，灸五壯。

## 主治
功能：肅降肺氣，和胃利水
主治：咳嗽，氣喘，胸中煩滿，胸痛，肩背痛，腹脹，嘔逆，喉痹，浮腫
- 《針灸大成》：主腹脹，四肢腫，食不下，喘氣胸滿，肩背痛，嘔噦，欬逆上氣，肺系急，肺寒熱，胸悚悚，膽熱嘔逆，欬唾濁涕，風汗出，皮痛面腫，少氣不得臥，傷寒胸中熱，飛尸遁注，癭瘤。

穴性：調理肺氣，養陰清熱

## 配伍
- 《素問·水熱穴論》：大杼、膺俞、缺盆、背俞[7]，此八者，以瀉胸中之熱也
- 《千金方》：中府、陽交，主喉痹。中府、間使、合谷，主面腹腫。
- 《百症賦》：胸滿更加噎塞，中府、意舍所行。